# Grønlund
Grønlund is een plaats in de Noorse gemeente Gjerdrum, fylke Akershus. Grønlund telt 2355 inwoners (2007) en heeft een oppervlakte van 1,28 km².